# Zygottus
Zygottus is een geslacht van spinnen uit de familie hangmatspinnen (Linyphiidae).

## Soorten
De volgende soorten zijn bij het geslacht ingedeeld:
- Zygottus corvallis Chamberlin, 1949
- Zygottus oregonus Chamberlin, 1949